# Bistum Bom Jesus do Gurguéia

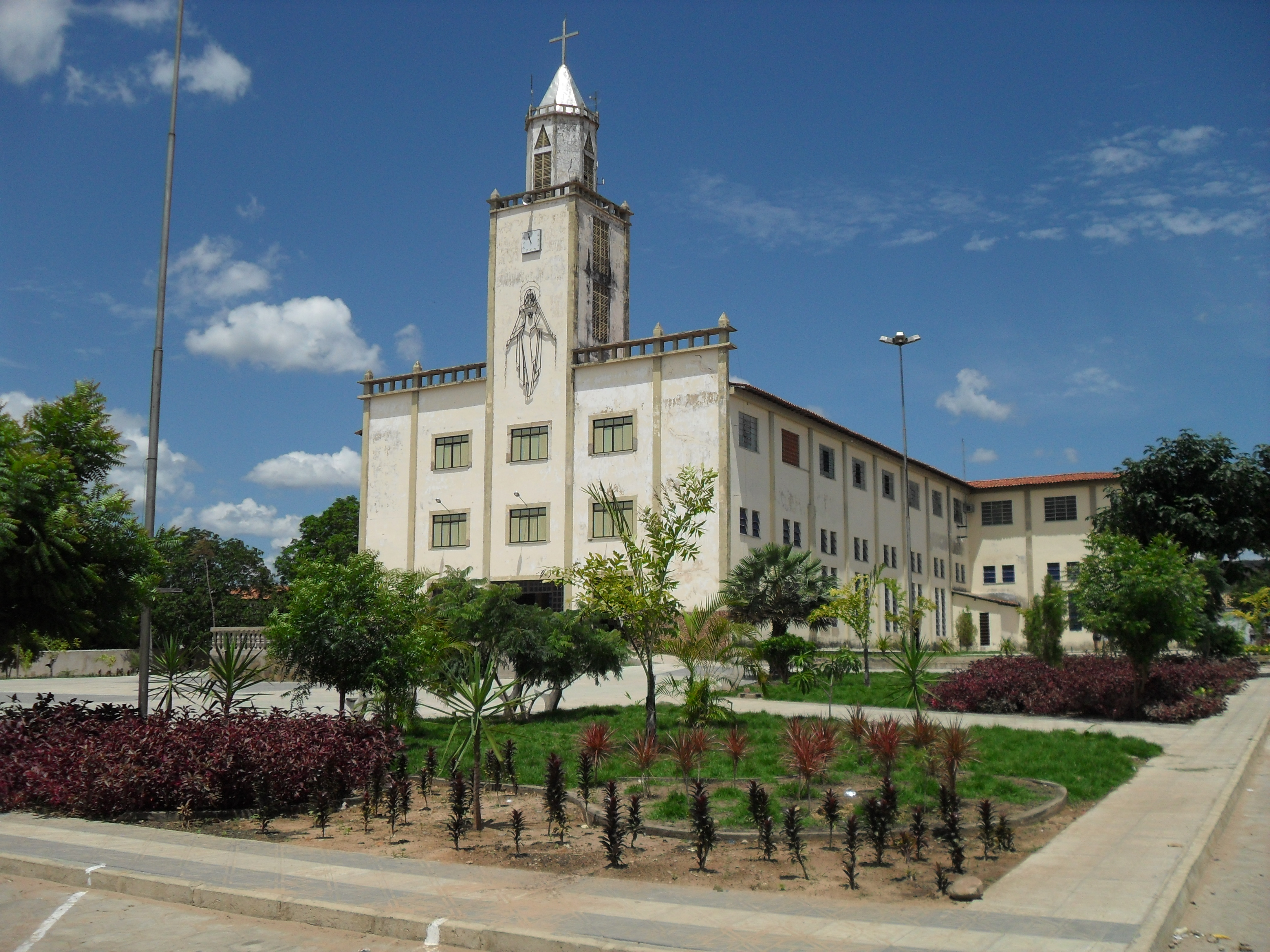
Kathedrale in Bom Jesus

Das Bistum Bom Jesus do Gurguéia (lateinisch Dioecesis Boni Iesu a Gurgueia, portugiesisch Diocese de Bom Jesus do Gurguéia) ist eine in Brasilien gelegene römisch-katholische Diözese mit Sitz in Bom Jesus im Bundesstaat Piauí.

## Geschichte
Das Bistum Bom Jesus do Gurguéia wurde am 18. Juni 1920 durch Papst Benedikt XV. aus Gebietsabtretungen des Bistums Piauí als Territorialprälatur Bom Jesus do Piauí errichtet und dem Erzbistum Belém do Pará als Suffragan unterstellt. Am 2. Dezember 1921 wurde die Territorialprälatur Bom Jesus do Piauí dem Erzbistum São Luís do Maranhão als Suffragan unterstellt. Die Territorialprälatur Bom Jesus do Piauí wurde am 9. August 1952 dem Erzbistum Teresina als Suffragan unterstellt.
Am 3. Oktober 1981 wurde die Territorialprälatur Bom Jesus do Piauí – bei gleichzeitiger Namensänderung – zum Bistum Bom Jesus do Gurguéia erhoben.

## Ordinarien

### Prälaten von Bom Jesus do Piauí
- Pedro Pascual Miguel y Martínez OdeM, 1924–1926
- Ramón Harrison Abello OdeM, 1926–1928
- Inocéncio Lopez Santamaria OdeM, 1930–1958
- José Vázquez Díaz OdeM, 1958–1981

### Bischöfe von Bom Jesus do Gurguéia
- José Vázquez Díaz OdeM, 1981–1989
- Ramón López Carrozas OdeM, 1989–2014
- Marcos Antônio Tavoni, seit 2014